# دیزی شاه
دیزی شاه (به انگلیسی: Daisy Shah) (زاده ۲۵ اوت ۱۹۸۴) بازیگر، مدل هندی است.
از فیلم‌هایی که وی در آن نقش داشته‌است می‌توان به جی هو، داستان نفرت ۳، مسابقه ۳، خدا قسم اشاره کرد.